# باتريسيا أوت
باتريسيا أوت (بالألمانية: Patricia Ott)‏ هي لاعب هوكي الحقل ألمانية، ولدت في 15 مايو 1960 في فرانكفورت في ألمانيا.

## وصلات خارجية
- باتريسيا أوت على موقع اللجنة الأولمبية الدولية (الإنجليزية)
- باتريسيا أوت على موقع أوليمبيديا (الإنجليزية)